# Sandra Tewkesbury
Sandra Tewkesbury, po mężu Ritchie (ur. 14 lutego 1942 w Chatham, zm. 5 czerwca 1962 w Guelph) – kanadyjska łyżwiarka figurowa, startująca w konkurencji solistek. Uczestniczka igrzysk olimpijskich (1960), uczestniczka mistrzostw świata oraz brązowa medalistka mistrzostw Kanady (1959).
Miała męża Gary’ego Ritchie. 4 czerwca 1962 roku miała wypadek samochodowy i zmarła w wyniku doznanych obrażeń dzień później.

## Osiągnięcia
| Zawody               | 1959           | 1960           |                |                |                |                |                |                |                |                |                |                |                |                |                |                |                |
| Międzynarodowe       | Międzynarodowe | Międzynarodowe | Międzynarodowe | Międzynarodowe | Międzynarodowe | Międzynarodowe | Międzynarodowe | Międzynarodowe | Międzynarodowe | Międzynarodowe | Międzynarodowe | Międzynarodowe | Międzynarodowe | Międzynarodowe | Międzynarodowe | Międzynarodowe | Międzynarodowe |
| -------------------- | -------------- | -------------- | -------------- | -------------- | -------------- | -------------- | -------------- | -------------- | -------------- | -------------- | -------------- | -------------- | -------------- | -------------- | -------------- | -------------- | -------------- |
| Igrzyska olimpijskie |                | 10             |                |                |                |                |                |                |                |                |                |                |                |                |                |                |                |
| Mistrzostwa świata   | 10             |                |                |                |                |                |                |                |                |                |                |                |                |                |                |                |                |
| Krajowe              |                |                |                |                |                |                |                |                |                |                |                |                |                |                |                |                |                |
| Mistrzostwa Kanady   | 3              |                |                |                |                |                |                |                |                |                |                |                |                |                |                |                |                |